# Kéba Mbaye
Kéba Mbaye (* 5. August 1924 in Kaolack, Senegal; † 11. Januar 2007 in Dakar) war ein senegalesischer Jurist (Richter) und Sportfunktionär.
Mbaye ging in Dakar zur Schule und studierte Jura. Er wurde Richter und Präsident des Obersten Gerichts des Senegal. Von 1982 bis 1991 war er Richter und von 1987 bis 1991 Vizepräsident des Internationalen Gerichtshofs in Den Haag, an dem er außerdem in mehreren Fällen als Ad-hoc-Richter fungierte.
Ab 1973 war er Mitglied des Internationalen Olympischen Komitees, von 1988 bis 1992 und wieder von 1998 bis 2002 als dessen Vizepräsident. Außerdem wirkte er ab 1983 als Präsident des Internationalen Sportgerichtshofs und ab 1999 als Vorsitzender der Ethikkommission des IOC.
Mbaye war Autor mehrerer rechtswissenschaftlicher Bücher.

## Werke
- Black Africa (Law)
- Family Law in Black Africa and Madagascar
- The Realities of the Black World and Human Rights